# フェイス・トゥモロー
フェイス・トゥモロー（Face Tomorrow）はオランダのロックバンド。

## 概要
- 1990年代のオランダインディーズ界を代表するバンド[独自研究?]。

## 来歴
- 1997年…結成
- 2001年…メジャーデビュー。ファーストシングルをリリース
- 2002年…ファーストアルバムをリリース
- 2004年…ヨーロッパ・アメリカライブツアー敢行

## メンバー
- ジェリー・スコルーテン…ボーカル
- アート・ステックレンベルグ…ギター
- マーク・ノルティ…ギター
- ティジス・ホップ…ベース
- スジョールド・バン・ダー・ノープ…ドラム

## ディスコグラフィー

### シングル
- Live The Dream（2001年）
- Worth the Wait（2002年）
- Sign Up（2004年）
- My World Within（2005年）

### アルバム
- For Who You Are（2002年）
- The Closer You Get（2004年）
- Do The Aper!（2006年）

### ビデオ
- Ride Like a Girl（1998年）

### DVD
- The Split Seveninch（2001年）
- For Who You Are（2002年）
- Winterblossom（2003年）
- The Closer You Get（2005年）